# 第五共和國 (電視劇)
《第五共和国》（韩语：／ Je-O Gonghwaguk），是韩国MBC电视台2005年4月23日至2005年9月11日播放的政治历史电视剧，总共41集。

## 劇情
这部电视剧用重建和资料画面相结合的手法，叙述了自1979年10月26日朴正熙被暗杀到1988年2月25日卢泰愚就任总统为止的第五共和国时期的事件。

## 演员表

### 中心人物
- 李德华 饰 全斗焕（保安司令官，第11、12任总统）
- 徐仁锡 饰 卢泰愚（陸軍第九師師長，第13任总统）
- 洪鹤杓（朝鲜语：홍학표） 饰 張世東（首警司30警备营作战官，官至总统警護室長、国家安全企划部部长）
- 李在勇 饰 李鹤捧（保安司对共处长，官至總統秘書室首席秘书及安全企划部第二副部长）
- 李珍雨 饰 许和平（“三許”之一，保安司秘書室長，历任第一政务首席秘书、秘书室辅佐官等职）
- 车光洙（朝鲜语：차광수 (배우)） 饰 许三守（“三許”之一，保安司人事處長，官至司正首席秘书）

### “三金”
- 金容建 饰 金泳三（国会议员，新民黨總裁，第14任总统）
- 林东真（朝鲜语：임동진） 饰 金大中（国会议员，民主活动家，第15任总统）
- 李正吉 饰 金鍾泌（首任中央情報部長，第11、31任总理）
- 元钟礼（朝鲜语：원종례） 饰 朴荣玉（朝鲜语：박영옥 (1929년)）（金锺泌的夫人，朴正熙的侄女）
- 延云景（朝鲜语：연운경） 饰 李姬镐（金大中的夫人）
- 玄淑姬 饰 孙命顺（金泳三的夫人）

### 第五共和国时期人物
- 尹胜原 饰 郑镐溶（官至国防部部长及陆军参谋总长）
- 吴玄燮 饰 全敬焕（朝鲜语：전경환）（全斗焕之弟，总统警卫室（朝鲜语：대한민국 대통령경호실）第五系长）
- 金英兰 饰 李顺子（全斗焕的夫人）
- 宋钰宿 饰 金玉淑（卢泰愚的夫人）
- 金炳基 饰 卢信永（開明派文官，历任安全企划部长、外交部长、国务总理等职）
- 郑善一（朝鲜语：정선일） 饰 金在益（開明派文官，死于仰光爆炸事件，时任经济首席秘书）
- 申熙文 饰 李范锡（朝鲜语：이범석 (1925년)）（死于仰光爆炸事件，时任外交部长）
- 李熙道 饰 许文道（“三許”之一，国土统一院院長）
- 李承亨 饰 朴哲彦（朝鲜语：박철언）（体育青少年部部长）
- 金允亨（朝鲜语：김윤형） 饰 李圭东（朝鲜语：이규동 (1911년)）（李顺子之父，即全斗焕之岳父）
- 林文洙 饰 李圭光（朝鲜语：이규광）（李顺子的叔父，大韩矿业振兴公社社长）
- 朴炳勋（朝鲜语：박병훈 (배우)） 饰 禹国一（准將）
- 李惠淑 饰 张玲子（李哲熙之妻，曾靠李圭光的裙带关系大肆诈骗）
- 南荣进（朝鲜语：남영진） 饰 李哲熙（朝鲜语：이철희 (1923년)）（中央情报部副部长）
- 权泰元 饰 문명진
- 金明洙（朝鲜语：김명수 (배우)） 饰 金润镐（朝鲜语：김윤호）（陆军第1军軍长）
- 朴圭彩（朝鲜语：박규채） 饰 金贞烈（国务总理，前国防部长）
- 李道连（朝鲜语：이도련） 饰 崔顺达（朝鲜语：최순달）（日海安保统一研究所长）
- 李汉伟 饰 金龙男（朝鲜语：김용남 (1950년)）（绰号“龙八”的黑道首领，傾向民主卻遭人矇騙參與大規模破壞民主活動的暴力行為）
- 金庆夏 饰 金圣基（法务部长）
- 赵正国（朝鲜语：조정국） 饰 金容甲（朝鲜语：김용갑）（民政首席秘书官）

### 新军部
- 文熙元（朝鲜语：문회원） 饰 黄永时（第1軍軍長、中將。政變後任监察院长、陆军参谋总长等职）
- 朴英知（朝鲜语：박영지） 饰 俞学圣（國防部軍需助理次長、中將。政變後任安全企划部长）
- 李景淳 饰 车圭宪（首都軍軍長、中將。政變後官至交通部长）
- 宋龙台 饰 白云泽（朝鲜语：백운택）（第71防衛師師長、少將。政變後任第9步兵师师长、第1軍軍長）
- 金泰钟（朝鲜语：김태종 (배우)） 饰 朴俊炳（朝鲜语：박준병 (1933년)）（第20机械化步兵师师长、少將。政變後任保安司令）
- 金东贤 饰 权翊铉（朝鲜语：권익현）（第26步兵师第76團團长、上校）
- 李基永 饰 崔世昌（朝鲜语：최세창）（第3空降旅旅長、准將。政變後官至任聯合参谋本部議长、国防部长）
- 全仁澤 饰 朴熙道（第1空降旅旅長、准將。政變後官至陆军参谋总长等职）
- 李政勋 饰 朴世直（朝鲜语：박세직）（政變後任陆军首都警备司令官、陆军参谋总长、汉城市长等职）

### “双十二政变”人物
- 朴仁焕 饰 鄭昇和（陆军参谋总长，上將，反對軍人干政）
- 许起虎（朝鲜语：허기호） 饰 金钟焕（朝鲜语：김종환 (1923년)）（聯合参谋本部議长，上將）
- 金泰英（朝鲜语：김태영 (1961년)） 饰 柳炳贤（朝鲜语：류병현）（韓美联合軍司令部副司令，上將）
- 金基贤 饰 张泰玩（首都警备司令，少將，政變期間唯一組織起有效抵抗的高級軍官）
- 閔旭（朝鲜语：민욱 (배우)） 饰 鄭柄宙（陸軍特戰司令，少將）
- 金周映（朝鲜语：김주영 (1952년)） 飾 金晉基（陸軍本部憲兵監，准將）
- 李镛真 饰 金基宅（首都警备司令部参谋长，准將）
- 金世炯（朝鲜语：김세형 (배우)） 飾 申允熙（朝鲜语：신윤희）（首都警備司令部憲兵副團長，中校）
- 梁東宰（朝鲜语：양동재） 飾 金五郎（陸軍特戰司令副官，少校）

### 光州事件人物
- 郑濡纂（朝鲜语：정유찬） 饰 朴南善（朝鲜语：박남선）（市民军状况室长）
- 金正学 饰 尹祥源（夜校教师，光州市民军领导者）
- 赵相纪 饰 李中士（空降部隊中士，撤退时为救战友中枪牺牲）

### 崔圭夏政府
- 金诚谦 饰 崔圭夏（第12任总理、第10任总统）
- 申忠植（朝鲜语：신충식） 饰 申铉碻（第13任总理）
- 朴圭点（朝鲜语：박규점） 饰 崔侊洙（总统秘书室长）
- 崔秉学（朝鲜语：최병학 (성우)） 饰 周永福（朝鲜语：주영복）（国防部长）
- 洪民宇（朝鲜语：홍민우） 饰 李熺性 (1924年)（陆军参谋总长，上將）

### 朴正熙时代人物
- 李昌焕 饰 朴正熙（第5至9任总统）
- 金炯逸 饰 金载圭（时任中央情报部长，槍殺朴正熙的首謀）
- 罗圣均（朝鲜语：나성균） 饰 金桂元（时任总统秘书室长）
- 郑祜根（朝鲜语：정호근 (배우)） 饰 车智澈（时任总统警卫室长，因待人傲慢且積極干預政事而成為眾人忌恨的對象）
- 申國 饰 卢载铉（时任国防部长，為人懦弱寡斷）
- 高正敏（朝鲜语：고정민） 饰 朴槿惠（朴正熙长女，第18任总统）
- 全秀芝（朝鲜语：전수지） 饰 朴槿映（2004年后改名“朴槿姈”，朴槿惠之妹）
- 金南佶 饰 朴志晚（朴槿令之弟）
- 金奉瑾（朝鲜语：김봉근 (배우)） 饰 朴钟圭（前总统警卫室长，国会议员）
- 梁美京 饰 陆英修（朴正熙的夫人）
- 朴光南（朝鲜语：박광남） 饰 李厚洛（前中央情报部长）
- 李城镐（朝鲜语：이성호 (배우)） 饰 金致烈（朝鲜语：김치열）（法务部长）

### 其他角色
- 李参 饰 罗伯特·布鲁斯特（Robert Brewster，美國中央情報局韓國站（朝鲜语：미국 중앙정보국 한국지부）站長）
- 李钟久（朝鲜语：이종구 (성우)） 饰 尹潽善（第4任总统）
- 郑明焕（朝鲜语：정우석） 饰 金德龙（金泳三的幕僚长）
- 尹容贤 饰 保安司令部审讯室审讯员
- 李日雄（朝鲜语：이일웅） 饰 濑岛龙三（朴正熙在日军服役時的前辈，伊藤忠商事会长）
- 韩仁守（朝鲜语：한인수） 饰 梁正模（国际集团会长）
- 申东美 饰 沈守峰（著名歌手）
- 金惠珍 饰 金玉分（蘇姬金事件（朝鲜语：수지 김 사건）被害者）
- 申成元 饰 尹泰植（金玉分的丈夫）

## 收视率
《第五共和国》的首集收视率是12.8%（AGB Nielsen Media Research）、11.0%（TNS Media Korea），跟同时期播放的KBS《不滅的李舜臣》、SBS《土地》和《绿蔷薇》相比未能达到预期。在《不滅的李舜臣》和《第五共和国》播出期间，《不滅的李舜臣》收视率始终领先。《不滅的李舜臣》于9月初结束后，于9月11日播出的《第五共和国》大结局达到了17.9%的最高收视率。根据《中央日报》的报道，40岁男性为该剧最主要的收视群体，证明了386世代群体中的流行性。一些观众甚至希望MBC调整播出时间，以免与《不滅的李舜臣》冲突。
最低收视率和最高收视率可能会因收视率调查公司和地区而异
| 2005年     | 2005年     | 2005年                                                    | 2005年       | 2005年         |
| 集数       | 播出日     | 标题                                                      | 收视率       | 收视率         |
| 集数       | 播出日     | 标题                                                      | 韩国（全国） | 首尔（首都圈） |
| ---------- | ---------- | --------------------------------------------------------- | ------------ | -------------- |
| 1          | 4月23日    | 운명의 총소리 10·26 《命运的枪声10.26》                   | 12.8%        | 13.2%          |
| 2          | 4月24日    | 운명의 총소리 10·26 《命运的枪声10.26》                   | 16.3%        | 16.6%          |
| 3          | 4月30日    | 운명의 총소리 10·26 《命运的枪声10.26》                   | 13.5%        | 13.5%          |
| 4          | 5月1日     | 12·12 군사 쿠데타 《12·12军事政变》                       | 15.8%        | 16.3%          |
| 5          | 5月7日     | 12·12 군사 쿠데타 《12·12军事政变》                       | 13.4%        | 14.4%          |
| 6          | 5月8日     | 12·12 군사 쿠데타 《12·12军事政变》                       | 17.4%        | 17.8%          |
| 7          | 5月14日    | 12·12 군사 쿠데타 《12·12军事政变》                       | 14.5%        | 15.3%          |
| 8          | 5月15日    | 12·12 군사 쿠데타 《12·12军事政变》                       | 15.0%        | 15.5%          |
| 9          | 5月21日    | 12·12 군사 쿠데타 《12·12军事政变》                       | 13.6%        | 14.1%          |
| 10         | 5月22日    | 12·12 역쿠데타 《12·12反政变》                            | 13.7%        | 13.8%          |
| 11         | 5月28日    | 12·12 역쿠데타 《12·12反政变》                            | 10.7%        | 11.2%          |
| 12         | 5月29日    | 서울의 봄 《汉城之春》                                    | 11.6%        | 11.3%          |
| 13         | 6月4日     | K-공작계획 《K-工作计画》                                 | 12.8%        | 12.6%          |
| 14         | 6月5日     | 5·17 군사 쿠데타 《5·17军事政变》                         | 12.9%        | 13.7%          |
| 15         | 6月11日    | 5·18 광주민주화운동 《5·18光州民主化运动》                | 12.8%        | 13.1%          |
| 16         | 6月12日    | 5·18 광주민주화운동 《5·18光州民主化运动》                | 15.4%        | 15.3%          |
| 17         | 6月18日    | 5·18 광주민주화운동 《5·18光州民主化运动》                | 14.6%        | 14.8%          |
| 18         | 6月19日    | 5·18 광주민주화운동 《5·18光州民主化运动》                | 13.7%        | 13.7%          |
| 19         | 6月25日    | 5·18 광주민주화운동 《5·18光州民主化运动》                | 11.2%        | 11.2%          |
| 20         | 6月26日    | 혁명위원회 - 국보위 《革命委员会-国保委》                 | 15.4%        | 15.7%          |
| 21         | 7月2日     | 최규하 하야작전 《崔圭夏下野作战》                        | 11.9%        | 11.9%          |
| 22         | 7月3日     | 비밀 사조직 하나회 《秘密私组织壹会》                     | 14.3%        | 13.5%          |
| 23         | 7月9日     | 삼청교육대 《三清教育队》                                 | 13.6%        | 13.9%          |
| 24         | 7月10日    | 삼청교육대 《三清教育队》                                 | 13.9%        | 14.0%          |
| 25         | 7月16日    | 김대중 내란음모사건 《金大中内乱阴谋事件》                | 12.8%        | 13.2%          |
| 26         | 7月17日    | 언론통폐합 《言论统废合》                                 | 13.0%        | 13.5%          |
| 27         | 7月23日    | 큰손 장영자 《暗庄张玲子》                                | 10.9%        | 11.5%          |
| 28         | 7月 24日   | 큰손 장영자 《暗庄张玲子》                                | 11.9%        | 12.3%          |
| 29         | 7月30日    | 큰손 장영자 《暗庄张玲子》                                | 12.5%        | 13.5%          |
| 30         | 7月31日    | 청와대 비서실 《青瓦台秘书室》                            | 14.2%        | 14.6%          |
| 31         | 8月6日     | 녹화사업 - 프락치 《绿化事业-分化工作》                   | 9.7%         | -              |
| 32         | 8月13日    | 녹화사업 - 프락치 《绿化事业-分化工作》                   | 9.9%         | 10.9%          |
| 33         | 8月14日    | 국제그룹 해체 《国际集团解体》                            | 11.3%        | 11.9%          |
| 34         | 8月20日    | 국제그룹 해체 《国际集团解体》                            | 11.5%        | 11.9%          |
| 35         | 8月21日    | 200억 톤 물폭탄 - 금강산댐 《200亿吨水炸弹-金刚山大坝》   | 12.8%        | 12.7%          |
| 36         | 8月27日    | 여간첩 수지김 조작사건 《女间谍金玉芬操作事件》           | 9.0%         | 8.9%           |
| 37         | 8月28日    | 박종철 고문치사사건 《朴鍾哲拷問致死事件》                | 10.8%        | 11.5%          |
| 38         | 9月3日     | 민주당 창당 방해사건 - 용팔이 《民主党结党妨碍事件-龙八》 | 11.6%        | 11.9%          |
| 39         | 9月4日     | 6·10 항쟁 《6·10抗争》                                    | 15.5%        | 15.5%          |
| 40         | 9月10日    | 6·29 선언 《6·29宣言》                                    | 14.9%        | 14.9%          |
| 41         | 9月11日    | 적과 동지 (최종회) 《敌人和同志（最终回）》               | 17.9%        | 17.4%          |
| 平均收视率 | 平均收视率 | 平均收视率                                                | 13.2%        | -              |

## 争议
在电视剧播出之初，李德华饰演的全斗焕被指过度美化，但也同时得到了全斗煥本人的正面評價。而在播出期间，许和平和张世东曾多次要求修改剧本；此外，韩国前国会议员朴哲彦曾提起诉讼，以金玉芬间谍事件的情节虚假有辱名誉为由要求剧组赔偿10亿韩元。

## 獎項榮譽
| 年度 | 頒獎典禮    | 獎項       | 入圍者 | 結果 | 參 |
| ---- | ----------- | ---------- | ------ | ---- | -- |
| 2005 | MBC演技大獎 | 特别演技獎 | 李德华 | 獲獎 |    |

## 衍生文化
由于其对韩国第五共和国时期的历史的生动描绘，《第五共和国》最早是由安那其字幕公社（字幕組）將日版DVD翻譯後，傳到中國大陸网络，对中文互联网文化产生了较大的影响。对其中历史的探讨和二次创作形成了“五学”。
其中一些常用词，包括：
- 全小将[註 1]
- 卡卡（阁下）[註 2]
- 西冰库神學研討會
- 韓式正骨按摩（刑讯逼供）
- 北傀[註 3]
- 空输[註 4]
- 忠！诚！[註 5]
- 芽衣～Shake it！[註 6]

车智澈因为台词“对我来说，天无二日，只有总统一个太阳”，被称为“天文学家”。前中央情報部部长金载圭（被称为“昆虫学家法布尔”）的台词“和这群虫豸在一起，怎能搞好政治呢？（枪杀车智澈也因此被称为“手铳治虫（谐音手塚治虫）”，和枪杀朴正熙一并称为“除虫射日”）。张泰玩在雙十二政變在电话中怒斥全斗焕等人“看我派坦克来把你们一个个送上天！”（載人航天），全斗煥派兵鎮壓光州時的台詞“这说明已经不是一般市民了，这明显全都是暴徒！不要再犹豫了，一定要出重拳！”、“西比西比苦迭塔”（韩语“1212政变”音译）等，这些出自作品的用词被广泛引用。
在2024年至2025年亚足联冠军精英联赛，山东泰山3-1光州FC的比赛中，有泰山队球迷滥用该剧网络迷因，举起了韩国前总统全斗焕的照片（现场亦有举金日成和金正恩的照片），引起韩国方面不满。光州FC计划向亚足联提出申诉。2月14日，山东泰山官方发布声明，称公安部门已对在对阵光州比赛中出现违规的球迷进行依法处理。

## 參看
- 第五共和國 (大韓民國)
- 朴正熙遇刺案
- 光州事件
- 三清教育隊
- 金大中事件
- 第四共和国
- 第三共和国
- 第二共和国
- 第一共和国
- 野人时代

## 脚注
1. ↑  全斗焕办公桌铭牌上的文字，起初因剧中道具出错，将全的军衔「少将」标成了「小将」，直到后面剧集才更正
2. ↑  為韓語（각하，gak-ha）的諧音，在第六共和國金大中總統前該詞是對韓國總統的敬稱
3. ↑  对朝鲜民主主义人民共和国的蔑称
4. ↑  韩国称空降兵为空输
5. ↑  韓國陸軍官兵使用的敬禮口號
6. ↑  他妈的（야, 이 새끼）的谐音